# 三菱鉱石輸送
三菱鉱石輸送株式会社（みつびしこうせきゆそうかぶしきかいしゃ、英文社名：Mitsubishi Ore Transport Co., Ltd.）は、三菱グループに属する日本の海運会社。
運航所有船のファンネルマークにはスリーダイヤが描かれ、海運業界で唯一三菱ファンネルを掲げる外航船を持つ企業。運航船種は、ケープサイズばら積み貨物船、パナマックスばら積み貨物船、自動車専用運搬船、チップ運搬船、セルフアンローダー付き石炭専用船。

## 沿革
- 1959年（昭和34年）1月 - チリ、アタカマ鉄鉱石を八幡製鐵八幡製鐵所（現・日本製鉄八幡製鐵所）向けに輸送するため、三菱商事・三菱鉱業（現・三菱マテリアル）・三菱海運・三菱造船（現・三菱重工業）・東京海上火災保険（現・東京海上日動火災保険）の共同出資により、千代田鉱石輸送株式会社として設立。資本金2億円。
- 1960年（昭和35年）7月 - 当時日本最大の鉱石専用船「さんたるしあ丸」を第一船として竣工。
- 1962年（昭和37年）6月 - 資本金5億円に増資。
- 1964年（昭和39年）
  - 3月 - 三菱鉱石輸送株式会社に社名変更。三菱海運及び三菱鉱業より海陸職員の移籍を受け、外航海運会社として独立。
  - 4月 - 外航海運船会社として自立・自営開始。
- 1970年（昭和45年）5月 - 資本金7億5000万円に増資。
- 1977年（昭和52年）8月 - 自動車専用船竣工。
- 1982年（昭和57年）3月 - 資本金を15億円に増資。
- 1985年（昭和60年）12月 - ISMcodeに基づくDOC習得。
- 1993年（平成5年）3月 - チップ運搬船竣工記。
- 2002年（平成14年）
  - 7月 - 長期船隊整備計画着手。
  - 10月 - マニラ支部開設。
- 2003年（平成15年）9月 - 初のタンカー竣工。
- 2005年（平成17年）7月 - 株主4社体制（三菱商事、三菱重工業、日本郵船、東京海上日動火災保険）に。
- 2006年（平成18年）8月 - 新日本製鐵向けフラッグシップ「Santa LUCIA」竣工。
- 2009年（平成21年）1月 - 創立50周年を迎える
- 2010年（平成22年）11月 - 比国マンニング会社Barko International Inc.とのジョイントベンチャーにより、同国に「MOT-BARKO MANILA Inc.」を設立
- 2011年（平成23年）6月 - 新日本製鐵（現・日本製鉄）向けケープサイズ撒積船「SANTA LUCIA」が日本水先人会連合会より「ベストクオリティーシップ2010」に選ばれる。

## 加盟
- 三菱広報委員会[3]

## 主要株主
- 三菱商事
- 三菱重工業
- 日本郵船
- 東京海上日動火災保険